# Bukova Glava
Bukova Glava (cyr. Букова Глава) – wieś w Serbii, w okręgu jablanickim, w mieście Leskovac. W 2011 roku liczyła 277 mieszkańców.